# 津田倫男
津田 倫男（つだ みちお、1957年（昭和32年） - ）は、日本の企業アドバイザー。株式会社フレイムワーク・マネジメント代表。雄多圭佑という筆名での電子本もある。

## 人物
1957年（昭和32年）、島根県松江市生まれ。内外の金融機関を経て、2001年（平成13年）に独立系の企業アドバイザリー会社を創業。「起業家精神」、「異文化理解」の重要性を説く。著書『老後に本当はいくら必要か』は2010年（平成22年）の新書ベストセラーの一つになった。週刊東洋経済で書評も行い、マスコミにも登場するようになった。最近ではアジア英語圏の大学の日本事務局も勤め、米英豪などに偏りがちな英語留学に新たな選択肢を提示している（「大予想　銀行再編」の裏表紙より）。

## 経歴
島根県立松江北高等学校在学中にAFS国際奨学生として、米国に留学。一橋大学商学部を1980年（昭和55年）に卒業後、都市銀行に入行。社費留学生としてスタンフォード大学経営大学院に留学。1985年（昭和60年）にMBAを取得して帰国後、総合商社向けプロジェクトファイナンスや日本企業を中心としたM&A助言などを行う。
1994年（平成6年）にケミカルバンク（JPモルガン・チェースの前身）、1997年（平成9年）にソシエテ・ジェネラル銀行、2000年（平成12年）にデル・ベンチャーズに転職。デル・ベンチャーズでは日本代表として、日本のインターネットベンチャーへの投資を手がける。
独立後は、ベンチャー企業、中小企業、大企業、地方自治体などに対して各種アドバイザリー（助言業務）を行う傍ら、2004年（平成16年）から6年間、青山学院大学大学院　国際マネジメント研究科（青山ビジネススクール）にて非常勤講師として「サービス・マーケティング」を講義。
AFS日本協会では、20年超に渡りボランティアとして活動し、理事、評議員なども歴任した。

## 著作
- 『地方銀行消滅』 朝日新聞出版新書、2016年
- 『大予想　銀行再編』 平凡社新書、2014年
- 『銀行員の分岐点』 宝島社新書、2014年
- 『定年後の起業術』 筑摩書房新書、2014年
- 『銀行員という生き方』 宝島社新書、2013年
- 『銀行のウラ側』 朝日新聞出版新書、2013年
- 『老後のお金は40代から貯めなさい』 徳間書店2013年
- 『これから10年、新しいお金とのつきあい方』 三笠書房文庫、2013年
- 『初心者もわかる「アベノミクス」で資産運用入門』 宝島社新書、2013年
- 『こうすれば老後は大丈夫』 竹書房新書、2013年
- 『預けたお金が紙くずになる』 PHP研究所新書、2013年
- 『日本国破産を生き抜くための資産防衛術』 阪急コミュニケーションズ、2012年
- 『日本の銀行に未来はあるのか』 洋泉社、2012年
- 『銀行員のキミョーな世界』 中公新書ラクレ新書、2012年
- 『大解剖　日本の銀行』 平凡社新書、2012年
- 『日本のマイクロファイナンス』 マイコミ新書、2011年
- 『メガバンクがなくなる日』 主婦の友新書、2011年
- 『仕事ができるのに嫌われない人の思考法』 角川SSC新書、2011年
- 『英語ができれば、それでいいのか』 廣済堂新書、2011年
- 『15歳からわかる経営学』 実業之日本社、2010年
- 『60歳からの「熟年」起業』 講談社＋α文庫、2010年
- 『老後のカネ 老後の生き方 心配は要らない!』 講談社、2010年
- 『老後に本当はいくら必要か』 祥伝社新書、2010年
- 『M&A世界最終戦争』 幻冬舎新書、2008年
- 『サービス・マーケティングの方法』 中経出版、2006年

ほか多数